# Crăciun Negru (film din 2006)
Crăciun Negru (titlu original: Black Christmas, abreviat ca Black X-Mas) este un film slasher canadian și american din 2006 regizat de Glen Morgan. Rolurile principale au fost interpretate de actorii Katie Cassidy, Michelle Trachtenberg, Mary Elizabeth Winstead și Oliver Hudson. Filmul are loc cu câteva zile înainte de Crăciun în timpul unei furtuni de zăpadă și spune povestea unui grup de nouă „surori” care trăiesc cu mama lor și care sunt urmărite și ucise de către unul dintre foștii locuitori ai casei în care locuiesc. Crăciun Negru este vag bazat pe filmul cu același nume din 1974.
În decembrie 2006, înainte de premieră, filmul a fost criticat de câteva grupuri religioase datorită conținutului său extrem de violent amplasat într-o atmosferă de sărbătoare precum și datorită deciziei distribuitorului de a lansa filmul în ziua de Crăciun în Statele Unite ale Americii. Filmul a avut premiera în Regatul Unit la 15 decembrie 2006 și, în ciuda reacțiilor din partea unor organizații religioase, a avut premiera în cinematografele din SUA în ziua de Crăciun , cu toate acestea a avut un succes moderat de box office și, în general, recenzii nefavorabile.

## Distribuție
- Katie Cassidy - Kelli Presley
- Michelle Trachtenberg - Melissa Kitt
- Mary Elizabeth Winstead - Heather Lee-Fitzgerald
- Lacey Chabert - Dana Mathis
- Kristen Cloke - Leigh Colvin
- Andrea Martin - Barbara MacHenry/Mrs. Mac
- Crystal Lowe - Lauren Hannon
- Oliver Hudson - Kylerick "Kyle" Autry
- Karin Konoval - Constance Lenz
- Dean Friss - Agnes Lenz
  - Christina Crivici -   Agnes la 8 ani
- Robert Mann - William Edward "Billy" Lenz
  - Cainan Wiebe - Billy copil
- Jessica Harmon - Megan Helms
- Leela Savasta - Clair Crosby
- Kathleen Kole - Everleen "Eve" Agnew
- Howard Siegel - tatăl vitreg al lui Billy
- Peter Wilds - Frank Lenz

## Vezi și
- Listă de filme cu intrare prin efracție în casă